# Банцер Єлизавета Яківна
Єлизавета Яківна Банцер (23 вересня 1929 , Новоград-Волинський район, Волинська округа ) — ланкова колгоспу «Зоря комунізму» Новоград-Волинського району Житомирської області, Герой Соціалістичної Праці.

## Біографія
Дочка учасника німецько-радянської війни, який загинув на фронті. З дитинства працювала у колгоспі. Закінчила школу-семирічку. Рано вийшла заміж за нащадка німецьких колоністів, народила дитину. Шлюб не склався — з чоловіком розлучилася, хоча прізвище не змінила.
Переїхала до Славути Хмельницької області, вступила на курси шоферів. Потім працювала в автоколоні Шепетівського цукрового заводу. Повернувшись у рідне село, очолила польову ланку. З того часу, з кінця 1950-х років і до виходу на пенсію працювала ланковою. Вирощувала зі своїми дівчатами буряк, картоплю, кукурудзу, але найбільше льон — найважливішу (і прибуткову) сільгоспкультуру тогочасних поліських колгоспів. За успіхи з вирощування льону 1965 року отримала свою першу нагороду — орден «Знак Пошани».
Звання Герой Соціалістичної Праці удостоєна Указом Президії Верховної Ради СРСР 22 грудня 1977 року.
Обиралася депутатом районної та обласної рад, Всесоюзної установчої конференції ветеранів війни та праці, була делегатом XXVI з'їзду Компартії УРСР.
Нині проживає в селі Кожушки Новоград-Волинського району Житомирської області.